# Jeroným Kohl

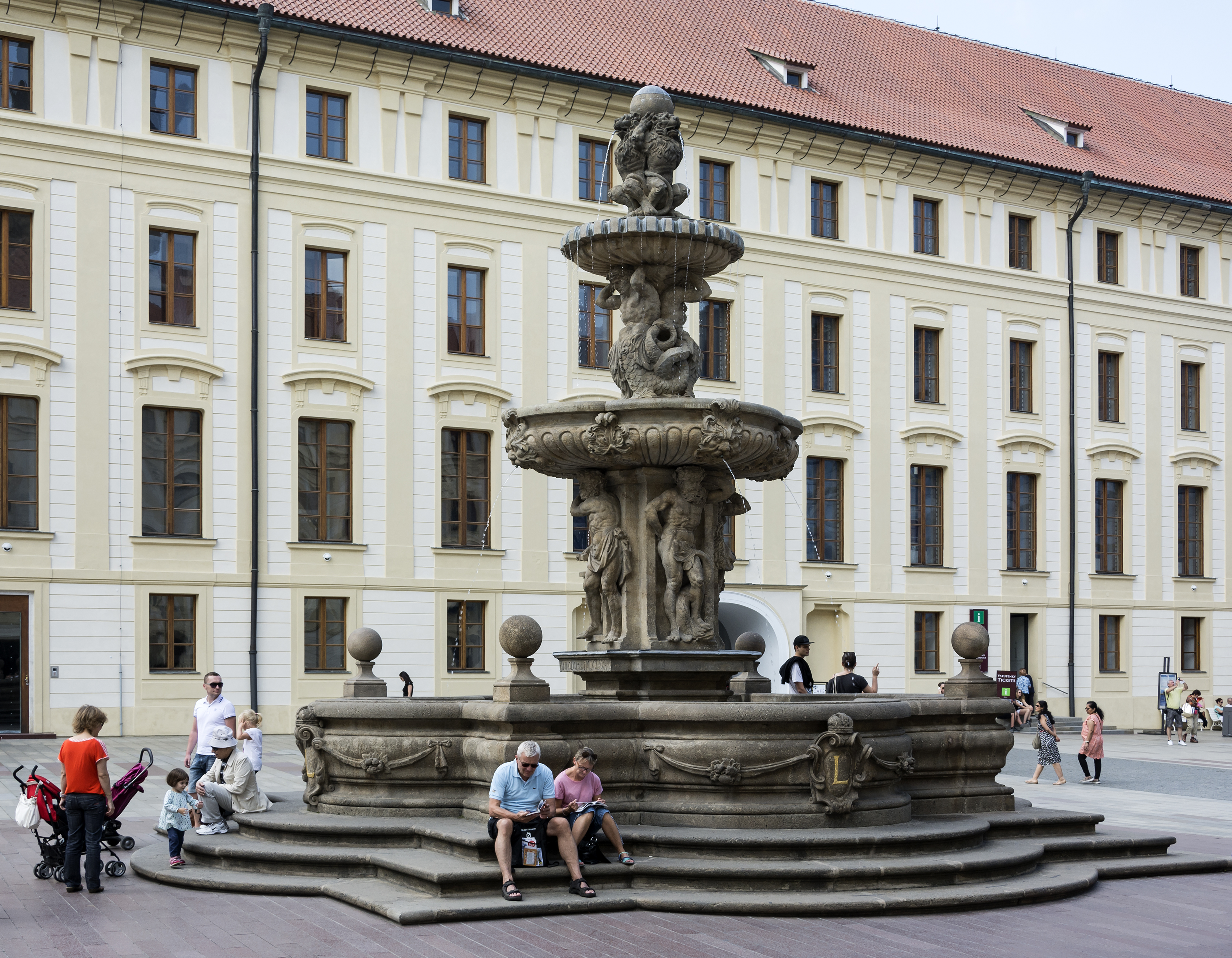
Kohlova kašna na II. nádvoří Pražského hradu

Jeroným Kohl, psaný též Hieronymus Kohl (1632? Horní Slavkov – 18. května 1709 Praha), byl pražský dvorní sochař raného baroka, činný ve 2. polovině 17. století. Mezi jeho práce patří sochařská výzdoba tzv. Kohlovy kašny na druhém nádvoří Pražského hradu nebo Neptun pro kašnu v zahradě Jana Jáchyma Slavaty na Smíchově (dnes Medvědí kašna na náměstí 14. října v Praze na Smíchově).

## Život
Jeroným (Hieronymus) Kohl byl synem Hieronyma Kohla staršího (1593–1667), měšťana a horníka, a Cathariny rozené Paulusové (* 1594).
Do Prahy přišel z Horního Slavkova jako šestnáctiletý, 10. února roku 1652 a ručili za něj radní Jan Kryštof Kepl a ssochař Abraham Melber. Dal se na šest let do učení k Arnoštu Janu Heidelbergerovi. Velmi živě přitom vnímal také rozvíjející se tvorbu Jana Jiřího Bendla. Roku 1658 se stal tovaryšem vyženil s vdovou po kameníkovi Severovi dům i nevlastního syna Jana Bedřicha Kohla-Severu, který se později také stal sochařem a pokračovatelem dílny. Na Hradčanech Kohl v různých obdobích vlastnil domy „U modré hvězdy“ a „U tří žlutých růží“ a minimálně ještě jednou se oženil „s vdovou Dorotou“. Kromě nevlastního syna mezi jeho učně a tovaryše patřil také František Preiss, vlastní Kohlův pokračovatel.

## Dílo
Na jeho díle pozorujeme syntézu manýristické tradice a barokní inovace, formalistického i realistického, místního a přineseného pojetí opakovanou v každém pokolení.

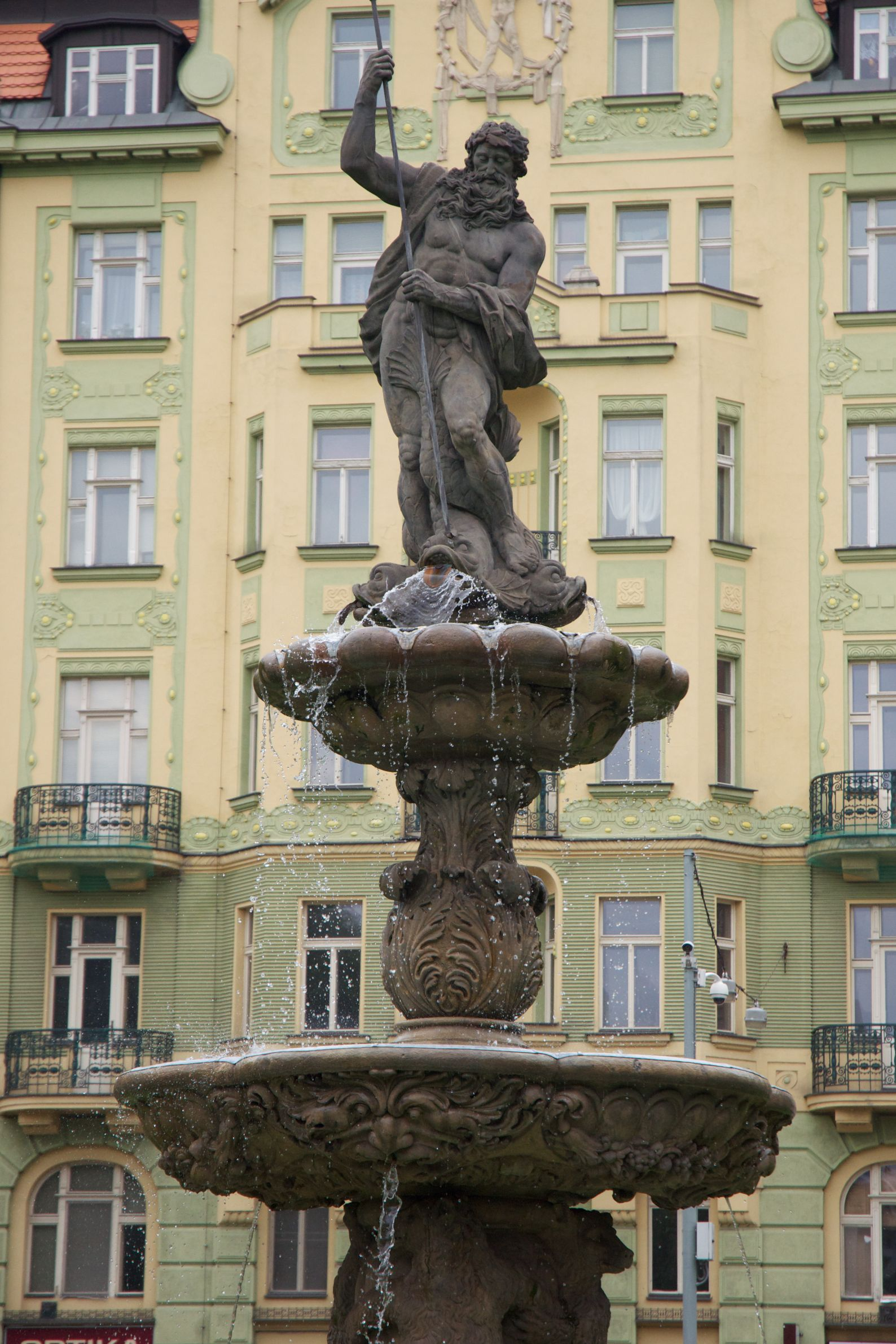
Neptun v horní části Medvědí kašny na Smíchově

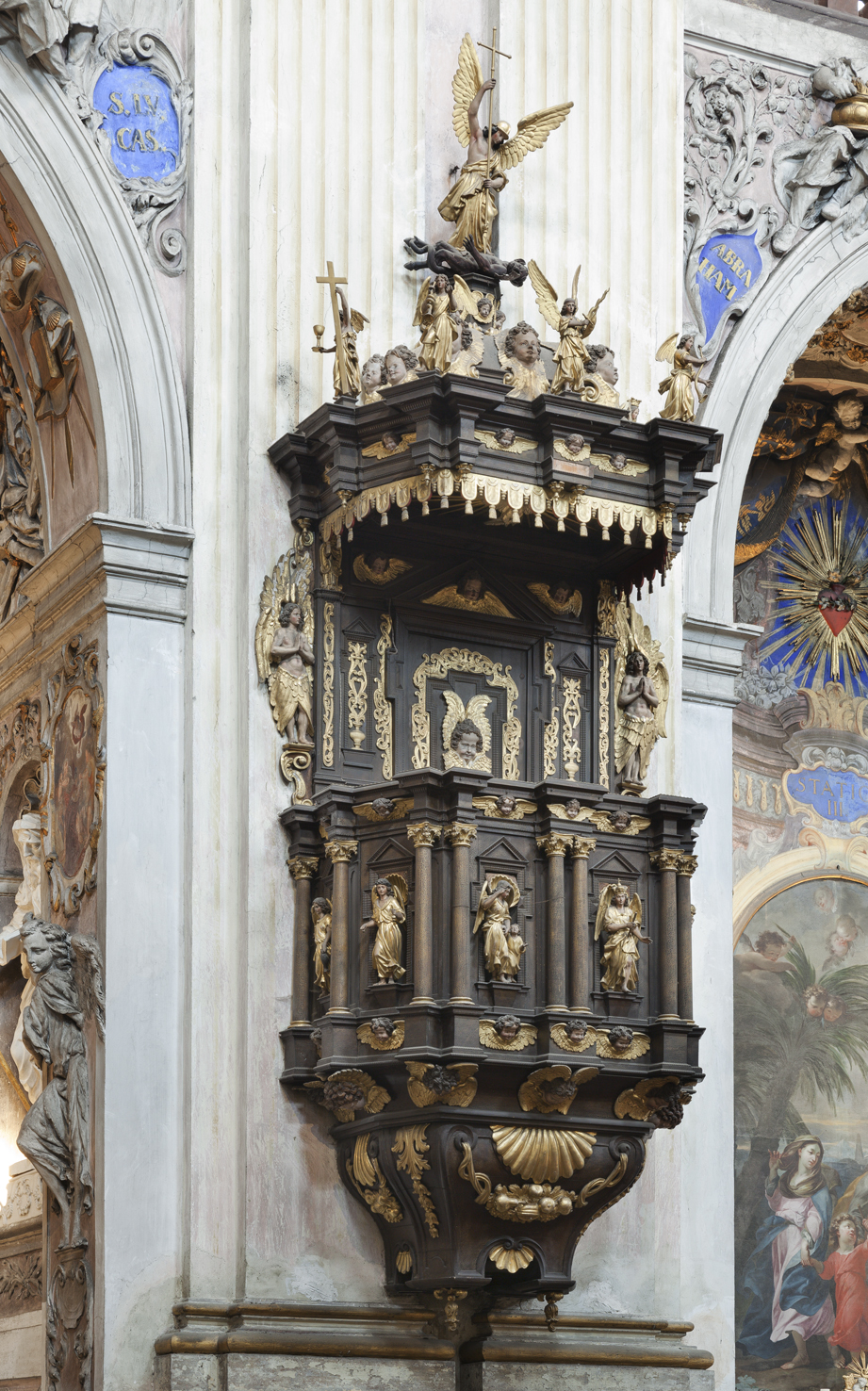
Kazatelna v klášterním kostele sv. Vojtěcha v Broumově
Kazatelna v klášterním kostele sv. Vojtěcha v Broumově, vůbec nejstarší známá Kohlova práce, vznikla v letech 1671–1672 za účasti malostranského truhláře Matěje Vockingera podle ideového návrhu malostranského malíře Jana Bedřicha Hesse, který následně provedl štafírování a pozlacení řezeb andělů. Dochovaná malířova korespondence s břevnovsko-broumovským opatem Tomášem Sartoriem umožňuje detailně sledovat průběh zakázky. Jednání začala v dubnu roku 1671, kazatelna byla na místo dovezena v létě následujícího roku. Jeroným Kohl byl honorován 160 zlatými.
Kostel sv. Voršily a kaple v Barchově
Esovitě prohnutá a v proporcích vyvážená socha sv. Voršily pochází nadpraží vchodu do novoměstského kláštera sester voršilek u kostela sv. Voršily, na překladu datovaném chronogramem 1677, nyní je nahrazená kamennou kopií (a originál vystaven v Muzeu hl. m. Prahy). Tato práce ukazuje Kohlův projev již poněkud vzdálený jeho učiteli, v robustní tělesnosti figury, v celkové realistické charakteristice, v oživení a citlivosti detailní modelace, a přece k němu odkazuje ornamentální precizností řezby. Hlava světice je antická i oživená, cípy jemně zřasené drapérie vlají v pomyslném vánku. Řezby téže stylizace rozeznaváme také na oltáři z pražského dómu v zámecké kapli ve východočeském Barchově, který byl postaven děkanem Macariem v roce 1681 a na němž jsou původní postranní sochy sv. Šebestiána a sv. Rocha, také andílci v nástavci a nejvyšší socha archanděla Michaela.
Kostel sv. Tomáše
Z let 1684–1686 pak pochází jeho pískovcové sochy sv. Augustina z niky v ose kostela a sv. Tomáše na boční fasádě malostranského kostela sv. Tomáše Apoštola. Tyto sochy tam K. I. Dienzenhofer ponechal později při své přestavbě. Obě tyto vážné vznosné postavy objemných, mírně zvlněných těl, krásných stařeckých hlav a bohatě rozložených drapérií připomínají Bendlovy vzory, ale liší se od nich vznosností jiných proporcí a tence vypracovanou, složitou drapérií.
Medvědí kašna a Medvědí brána

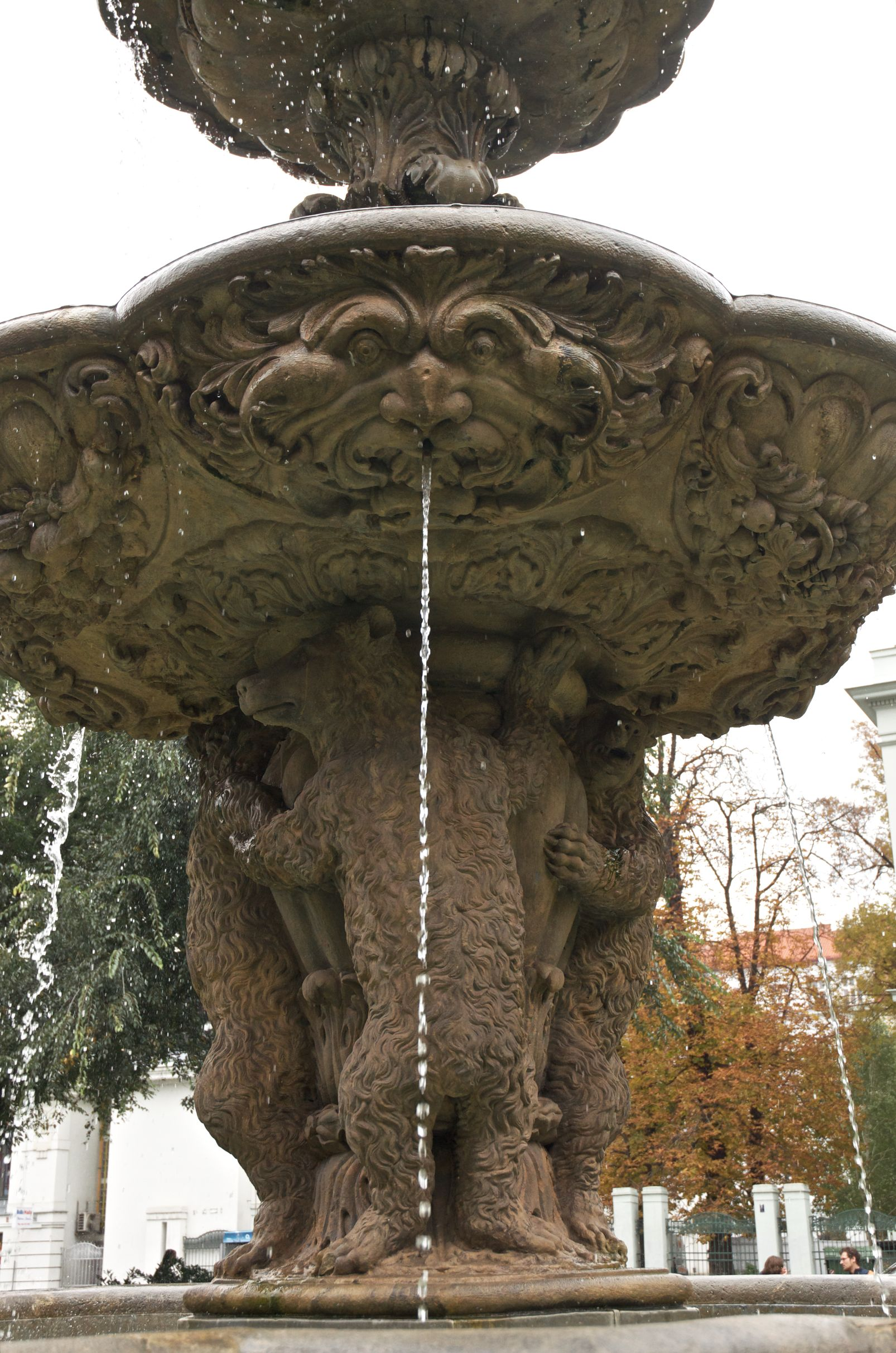
Detail plastické výzdoby Medvědí kašny

K pracím z Kohlových nejlepších let patří tzv. Medvědí kašna ze Slavatovské zahrady s postavou Neptuna (do roku 1685), posunutá po roce 1903 do parku na náměstí 14. října na Smíchově. Také vstupní bránu zahrady tesal Kohl, její originál byl roku 1903 rozebrán a přenesen do Lapidária Národního muzea.
Leopoldova (Lví) kamenná fontána
Kašna na druhém nádvoří Pražského hradu (1686) byla zbudována v architektonické koncepci italským kameníkem Francescem della Torre. Kašna je postavena na půdorysu kvadrilobu, je signována „HK“ (Hieronymus Kohl). Tři kamenné stupně nesou dolní nádrž, zdobenou festony, lvími hlavami, maskarony a kartušemi s monogramem „L“ císaře Leopolda I. Na středním sloupu jsou umístěny dvě odstupněné nádrže s bohatou výzdobou (akant, andílčí postavičky, kanelury). Spodní sloup podpírají postavy antických bohů Merkura, Vulkána, Neptuna a Herkula, horní sloup nesou dva tritóni a je završen je koulí, vzpíranou třemi vzpínajícími se lvy. Na kouli stál (po r. 1918 odstraněný) habsburský orel. Kohlovy dolejší postavy božstev – živlů i hořejší postavy tritónů, jsou zde podsaditější a svalnatější, ukazují bendlovské vlivy, a přece zas odbočují k podrobnějším, až lineárně prokresleným povrchovým reliéfem a dekorativním akcentem.
Kostel sv. Klimenta
V kostele sv. Klimenta na Novém městě pražském provedl v roce 1699 truhlářské a řezbářské práce na nově zřízeném oltáři sv. Anny. Zároveň také vyřezal nový baldachýn nad kazatelnu.
Kostel sv. Mikuláše v Lounech, Kuks, Karlův most
Jako řezbář pracoval v kameni, a přece, když s dvorním truhlářem Markem Nonnenmacherem, malířem J. J. Schummerem a se svým žakem Františkem Preissem získal rozsáhlou zakázku na tři oltáře do kostela sv. Mikuláše v Lounech (1701–1708) a měl původně vytvořit hlavní figurální část, přenechal ji podle všeho svému žáku a spokojil se s méně namáhavou prací na řezbářských ozdobách. V Kuksu jsou ještě rozeznatelné Kohlovy vážné stařecké typy i jeho tuhá modelace v ležících postavách stařeckých tritónů při kaskádách někdejších lázní (1705–1710) a konečně i na Karlově mostě, v obou augustiniánských sochách (sv. Augustin a sv. Mikuláš Tolentinský), které byly častěji připisovány mladšímu Kohlovi pro pokročilý věk Jeronýmův (bylo mu třiasedmdesát) i pro neshody, které měl s nevlastním synem. Jejich sochařské pojednání je vskutku měkčí a velkorysejší, a přece v některých podrobnostech i v celkovém jejich zjevu zaznívá strohá vážnost 17. století, jemuž Jeroným Kohl cele náleží.

## Literární postava
V roce 2008 vyšel román Slavíci kamenného mostu Tomáše Mlynkce – o sochařích dělajících sochy pro Karlův most, v němž je zmiňován i Jeroným Kohl. Primárně se jedná o fiktivní životopis Matěje Václava Jäckla. Jde o hluboce lidský příběh člověka a jeho kolegů tvořících v dramatické době, osobně i pracovně ovlivňovanými pohnutkami a rozmary mocných.